# Сент Џонс (Антигва и Барбуда)
Сент Џонс (енгл. Saint John’s) је главни град Карипске државе Антигва и Барбуда. Град се налази на северозападу острва Антигва. Сент Џонс је био административни центар Антигве и Барбуде од када су острва први пут колонизована 1632. и постао је главни град државе када је постала независна 1881. године. Са популацијом од 22.219 Сент Џонс је трговачки центар нације и главна лука острва Антигва.

## Географија

### Клима
Сент Џонс има климу тропске саване (Кепен: Aw) са временом попут лета током целе године, са врућим данима и топлим ноћима. Највише падавина је у периоду од септембра до новембра због активности урагана. Дана 12. августа 1995. забележена је температура од 34,9 °C (94,8 °F), што је била највиша температура икада забележена у Антигви и Барбудама.
| Клима Сент Џонса, Антигве и Барбуда (Међународни аеродром В. К. Берд) | Клима Сент Џонса, Антигве и Барбуда (Међународни аеродром В. К. Берд) | Клима Сент Џонса, Антигве и Барбуда (Међународни аеродром В. К. Берд) | Клима Сент Џонса, Антигве и Барбуда (Међународни аеродром В. К. Берд) | Клима Сент Џонса, Антигве и Барбуда (Међународни аеродром В. К. Берд) | Клима Сент Џонса, Антигве и Барбуда (Међународни аеродром В. К. Берд) | Клима Сент Џонса, Антигве и Барбуда (Међународни аеродром В. К. Берд) | Клима Сент Џонса, Антигве и Барбуда (Међународни аеродром В. К. Берд) | Клима Сент Џонса, Антигве и Барбуда (Међународни аеродром В. К. Берд) | Клима Сент Џонса, Антигве и Барбуда (Међународни аеродром В. К. Берд) | Клима Сент Џонса, Антигве и Барбуда (Међународни аеродром В. К. Берд) | Клима Сент Џонса, Антигве и Барбуда (Међународни аеродром В. К. Берд) | Клима Сент Џонса, Антигве и Барбуда (Међународни аеродром В. К. Берд) | Клима Сент Џонса, Антигве и Барбуда (Међународни аеродром В. К. Берд) |
| Показатељ \ Месец                                                     | .Јан.                                                                 | .Феб.                                                                 | .Мар.                                                                 | .Апр.                                                                 | .Мај.                                                                 | .Јун.                                                                 | .Јул.                                                                 | .Авг.                                                                 | .Сеп.                                                                 | .Окт.                                                                 | .Нов.                                                                 | .Дец.                                                                 | .Год.                                                                 |
| --------------------------------------------------------------------- | --------------------------------------------------------------------- | --------------------------------------------------------------------- | --------------------------------------------------------------------- | --------------------------------------------------------------------- | --------------------------------------------------------------------- | --------------------------------------------------------------------- | --------------------------------------------------------------------- | --------------------------------------------------------------------- | --------------------------------------------------------------------- | --------------------------------------------------------------------- | --------------------------------------------------------------------- | --------------------------------------------------------------------- | --------------------------------------------------------------------- |
| Апсолутни максимум, °C (°F)                                           | 31,2 (88,2)                                                           | 31,8 (89,2)                                                           | 32,9 (91,2)                                                           | 32,7 (90,9)                                                           | 34,1 (93,4)                                                           | 32,9 (91,2)                                                           | 33,5 (92,3)                                                           | 34,9 (94,8)                                                           | 34,3 (93,7)                                                           | 34,1 (93,4)                                                           | 32,6 (90,7)                                                           | 31,5 (88,7)                                                           | 34,9 (94,8)                                                           |
| Максимум, °C (°F)                                                     | 28,3 (82,9)                                                           | 28,4 (83,1)                                                           | 28,8 (83,8)                                                           | 29,4 (84,9)                                                           | 30,2 (86,4)                                                           | 30,6 (87,1)                                                           | 30,9 (87,6)                                                           | 31,2 (88,2)                                                           | 31,1 (88)                                                             | 30,6 (87,1)                                                           | 29,8 (85,6)                                                           | 28,8 (83,8)                                                           | 29,8 (85,6)                                                           |
| Просек, °C (°F)                                                       | 25,4 (77,7)                                                           | 25,2 (77,4)                                                           | 25,6 (78,1)                                                           | 26,3 (79,3)                                                           | 27,2 (81)                                                             | 27,9 (82,2)                                                           | 28,2 (82,8)                                                           | 28,3 (82,9)                                                           | 28,1 (82,6)                                                           | 27,5 (81,5)                                                           | 26,8 (80,2)                                                           | 25,9 (78,6)                                                           | 26,9 (80,4)                                                           |
| Минимум, °C (°F)                                                      | 22,4 (72,3)                                                           | 22,2 (72)                                                             | 22,7 (72,9)                                                           | 23,4 (74,1)                                                           | 24,5 (76,1)                                                           | 25,3 (77,5)                                                           | 25,3 (77,5)                                                           | 25,5 (77,9)                                                           | 25,0 (77)                                                             | 24,4 (75,9)                                                           | 23,9 (75)                                                             | 23,0 (73,4)                                                           | 24,0 (75,2)                                                           |
| Апсолутни минимум, °C (°F)                                            | 15,5 (59,9)                                                           | 16,6 (61,9)                                                           | 17,0 (62,6)                                                           | 16,6 (61,9)                                                           | 17,8 (64)                                                             | 19,7 (67,5)                                                           | 20,6 (69,1)                                                           | 19,3 (66,7)                                                           | 20,0 (68)                                                             | 20,0 (68)                                                             | 17,7 (63,9)                                                           | 16,1 (61)                                                             | 15,5 (59,9)                                                           |
| Количина падавина, mm (in)                                            | 56,6 (2,228)                                                          | 44,9 (1,768)                                                          | 46,0 (1,811)                                                          | 72,0 (2,835)                                                          | 89,6 (3,528)                                                          | 62,0 (2,441)                                                          | 86,5 (3,406)                                                          | 99,4 (3,913)                                                          | 131,6 (5,181)                                                         | 142,2 (5,598)                                                         | 135,1 (5,319)                                                         | 83,4 (3,283)                                                          | 1.049,2 (41,307)                                                      |
| Дани са падавинама (≥ 1.0 mm)                                         | 11,1                                                                  | 8,7                                                                   | 7,3                                                                   | 7,2                                                                   | 8,6                                                                   | 8,3                                                                   | 11,8                                                                  | 12,7                                                                  | 12,0                                                                  | 12,9                                                                  | 12,4                                                                  | 12,1                                                                  | 124,7                                                                 |
| Извор: Antigua/Barbuda Meteorological Services                        |                                                                       |                                                                       |                                                                       |                                                                       |                                                                       |                                                                       |                                                                       |                                                                       |                                                                       |                                                                       |                                                                       |                                                                       |                                                                       |

## Становништво
| Година       |
| Становништво |
| ------------ |

## Привреда
Са популацијом од 81.799 (2011) трговачки је центар државе и главна лука острва Антигва. Из Сент Џонса се извозе шећер, рум, памук и текстил, а у граду се налази и неколико фабрика значајних за развој ове мале државе.
Знаменитости града су: саборна црква Светог Јована која је изграђена 1845. али су је земљотреси пре тога два пута рушили 1683. и 1745. године. Музеј Антигве и Барбуда, који се налази у згради бившег колонијалног суда, изграђен је 1747. године. На месту прве градске пијаце је најстарија зграда у граду.

### Саобраћај
Сент Џонс поседује међународни аеродром.

## Образовање
На Сент Џонсу постоје две медицинске школе – Америчког универзитета у Антигви и Универзитета здравствених наука у Антигви. Средње школе укључују средњу школу Христа Краља, школу Принцезе Маргарет и Средњу школу за девојке Антигве. Приватне основне школе укључују Лутеранску школу Ст. Јохн'с у окриљу WELS.

## Партнерски градови
- Џерзи Сити

## Галерија
- Лука у Сент Џонсу
- Улице у граду